# Ray Brassier
Ray Brassier (ur. 1965) – filozof, pracownik Wydziału Filozofii Uniwersytetu Amerykańskiego w Bejrucie. 

## Życiorys
Ukończył studia licencjackie z filozofii na University of North London w 1995. Studia magisterskie odbył na University of Warwick, po ich zakończeniu w 1997, rozpoczął studia doktoranckie na tej samej uczelni. Po obronie doktoratu "Alien theory : the decline of materialism in the name of matter" (2001), został w 2002 pracownikiem Centre for Research in Modern European Philosophy (CREMP) na Middlesex University w Londynie (jednostka po przeniesieniu działa na Kingston University). Od 2008 jest pracownikiem Uniwersytetu Amerykańskiego w Bejrucie, gdzie uzyskał w 2015 tytuł profesorski. 

## Filozofia
Jest autorem książki "Nihil Unbound: Enlightenment and Extinction". Przetłumaczył także na język angielski prace "Saint Paul: The Foundation of Universalism" Alana Badiou, oraz "After Finitude: An Essay on the Necessity of Contingency" Quentina Meillassoux. W początkowym okresie swojej pracy Brassier zdobył uznanie jako autorytet w zakresie filozofii François Laruelle'a. Ray Brassier jest pochodzenia francusko-szkockiego, a jego nazwisko wymawia się z francuskim akcentem.
Wspólnie z Quentinem Meillassoux, Grahamem Harmanem i Iainem Hamiltonem Grantem, Brassier należy do kluczowych postaci kierunku filozofii współczesnej określanego mianem realizmu spekulatywnego. Jednym z podstawowych stawianych sobie przez ten kierunek zadań jest obrona realizmu filozoficznego w obliczu wyzwań stawianych mu przez post-kantowski idealizm transcendentalny, fenomenologię i filozofie postmodernistyczne (w tym dekonstrukcję), które to kierunki Quentin Meillassoux określa ogólnym mianem "korelacjonizmu". Uważa się, że termin "realizm spekulatywny" został wprowadzony właśnie przez Brassiera, jednak Quentin Meillasoux używał już wcześniej określenia "materializm spekulatywny", do oznaczenia własnej postawy filozoficznej.
Ray Brassier przyjmuje postawę krytyczną wobec znacznej części dokonań filozofii współczesnej, oskarżając ją o próbę odsunięcia "zagrożenia nihilizmu", poprzez ochronę doświadczenia sensu (doświadczenia określanego jako jedna z podstawowych jakości ludzkiej egzystencji) przed działaniem oświeceniowej logiki odczarowania. Według Brassiera, tendencja ta widoczna jest przede wszystkim w myśli filozofów pozostających pod silnym wpływem Ludwiga Wittgensteina i Martina Heideggera. Przeciwnie niż w przypadku przedstawicieli głównych nurtów filozofii, podobnych Johnowi McDowellowi, oczekujących od filozofii podjęcia służby na rzecz ponownego "zaczarowania świata", praca Brassiera ma raczej na celu pchnięcie nihilizmu w stronę jego ostatecznej konkluzji: "Egzystencja jest pozbawiona wartości (...) nihilizm jest nieuchronnym następstwem realistycznego przekonania, że istnieje niezależna od umysłu rzeczywistość, która (...) jest obojętna wobec naszego istnienia i niepomna 'wartości' oraz 'znaczeń', którymi staramy się ją udrapować, aby stała się miejscem znośniejszym do zamieszkania."
Jak twierdzi Brassier, "Odczarowanie świata rozumiane jako efekt procesu w którym oświecenie rozerwało 'wielki łańcuch bytu' i zbezcześciło 'księgę świata', jest naturalną konsekwencją błyskotliwości rozumu, a zatem raczej ożywczym powiewem intelektualnego odkrycia, niż katastrofalnym ograniczeniem." "Filozofia" – napomina Brassier – "postąpiłaby właściwie zaprzestając wydawania kolejnych nakazów ponownego ustanowienia sensu egzystencji, celowości życia, czy odnowienia zerwanego przymierza pomiędzy człowiekiem i naturą. Powinna starać się raczej być czymś więcej, niż tylko ukojeniem żałosnych dolegliwości ludzkiej dumy. Nihilizm nie jest egzystencjalnym problemem, lecz spekulatywną szansą."
Praca Raya Brassiera jest wyjątkowa ze względu na sposób, w jaki łączy on elementy powojennej filozofii francuskiej z ideami wychodzącymi od (głównie angloamerykańskiej) tradycji naturalizmu filozoficznego, nauk kognitywnych i neurofilozofii. Podobnie jak francuscy filozofowie Francois Laurelle, Alain Badiou i Quentin Meillassoux, Brassier znajduje się pod silnym wpływem myśli Paula Churchlanda, Thomasa Metzingera i Stephena Jaya Goulda. Czerpie również wiele, jednak często w sensie negatywnym – jako oponent, z prac Gilles'a Deleuze'a, Edmunda Husserla i Martina Heideggera.